# أساطير إندونيسية
تتنوع أساطير إندونيسيا تنوعًا كبيرًا إذ يتشكل الشعب الإندونيسي من مئات المجموعات العرقية، لكلّ منها أساطيره وقصصه التي تشرح أصله وحكايات أسلافه والشياطين والآلهة في نظامه الاعتقادي. حدث ميلٌ إلى التوفيق بين التقاليد القديمة والأفكار الأجنبية الجديدة. فقد تُدمَج على سبيل المثال الأساطير القديمة بالأساطير الأجنبية الهندية أو الإسلامية أو المسيحية الكتابية.

## التأثيرات الخارجية
لبعض المجموعة الإندونيسية العرقية التي كانت منفصلة عن العالم حتى القرون الأخيرة أساطيرها المحلّيّة الخاصّة وآلهتها. هذه الأساطير المحلّيّة لم تؤثر فيها التأثيرات الخارجية نسبيًّا، منها الأساطير التوراجيّة والنياسيّة والباتاقيّة والداياكيّة والبابوانيّة. بالمقابل تأثر الجاويون والباليون وإلى حد ما السونديون بالأساطير الهندية الهندوسية البوذية منذ القرن الأول الميلادي. إذ تُبُنِّيت الآلهة والأساطير والملاحم الهندوسية مثل الرامايانا والماهابارتا وتأقلمت حتى اتخذت شكا محليا فريدا.
لكثير من الكائنات الأسطورية الهندوسية البوذية دور في الأساطير الجاوية والباليّة، يشمل هذا الآلهة الهندوسية والأبطال والديفاتات والأبسارات والأزورات والكِنّارات، إلخ.، أما آلهة الطبيعة المحليّةُ مثل سيمار وديوي سري ونياي لورو كيدول فإما أن تُطابَق مع نظائرها الهندوسية أو أن تمتزج في البانتيون الجاوي البالي الهندوسي غير المعروف في الهند. فقد طُوبِقَت على سبيل المثال إلهة الرزّ المحلية ديوي سري مع لاكشمي وهي الجانب الأنثوي للإله فيشنو، وأُشركَ سيمار وأبناؤه الباناكاوان في ملحمة ماهابارتا في مسرحية وايانغ كويلت الجاويّة بوصفهم الخدم المهرجين للبانداف. تشير عدة أسماء إلى الآلهة، منها ديوا وديوي وديواتا، وفي التقاليد المحلية يعرف الإله المذكر بالباتارا والإلهة المؤنثة بالباتاري. تشبه هذه الأسماء أسماء الآلهة في الأساطير الفلبينية المحلية: باثالا وديواتا.
بعد مجيء الإسلام إلى الأرخبيل الإندونيسي، دخلت الأساطير الإسلامية، خصوصًا التي تتكلم عن المخلوقات الروحية كالشياطين والجن والملائكة حقل الأساطير الإندونيسية. حلّت الأساطير الإسلامية في سومطرة والمالايو وآتشيه ومنكابو محل الأساطير القديمة. مع ذلك، استمر الإيمان بأرواح محلّيّة تحمي الغابات وبشبح المياه والأماكن المسكونة، وتُربَط هذه عادة بالجن أو بروح معذبة لإنسان متوفّى.

## أسطورة الخلق
تشرح أساطير الخلق خلق الكون والعالم وأراضيه. تشرح عادةً أيضا قصة الأسلاف. تشرح معظم المجموعات العرقية المحلية -لا سيما التي لم تتأثر بالتقاليد الأخرى- أصل الكون والآلهة كما تشرح قصة الأسلاف وأصلهم.
آمن قدماء جاوا وبالي بكيانات روحية غير مرئيّة لها قوى خارقة، تسمّى هذه الكائنات الهيانغات. يمكن أن تكون هذه الروح إلهية أو من أرواح الجدود. تُمَجَّد هذه الكائنات في الديانة السوندية المبطرة والديانة الجاوية والهندوسية الباليّة.
تقع الأرض على ظهر بابيروسة عملاقة وفقًا لأسطورة في بعض المجموعات العرقية في جزيرة سولاوسي. تحدث الزلازل عندما يشعر الخنزير بحكّة فيحكّ ظهره بنخلة عملاقة. لهذه الأسطورة ما يناظرها في أسطورة الفاراها الهندوسية، التجسّد الثالث للفيشنو على شكل خنزير عملاق يحمل العالم على ظهره.

### الداياك
دين شعب الداياك الرسمي هو الكاهارنغيّ، وهو شكل من الأرواحية (الإيمان بحيوية المادّة). ظهر الداياك من وسط الأرض نتيجة معركة كونية في البدء بين زوجين أوّليّين، ذكر وأنثى من الطيور أو التنانين (الثعابين). تنتشر تمثيلات هذين الزوجين في زخارف الفن الداياكي. انتهت المعركة الأسطورية الأولى بقتل متبادَل تكاثريّ. تشكّل هذا العالم مرحلة مرحلة من أشلاء أجساد الزوجين. هذا الخلق القربانيّ للكون يُعاد ويُجمَع بتناغم مطلق في فصول السنة، وتبدل أحوال النهر (صعودًا ونزولًا) والأرض، وحراثة الأرض وهطل المطر، واتحاد الذكر بالأنثى، والفروق بين الطبقات الاجتماعية والتعاون بينها، والحروب والتجارة مع الأجانب، وحقًّا كل جوانب الحياة، ويشمل هذا حتى الوشوم على الأجسام، وتخطيط المساكن، والدورة السنوية للمناسك التجديدية، وشعائر الجنازة، إلخ. تختلف ممارسة الكاهارنغية بين مجموعة وأخرى، ولكن الشمامين، المختصين في رحلة النشوة (الروحية)، أساسيون في دين الداياك. يجمع هؤلاء الشمامين وظائف عوالم ثلاثة: السماء (العالم العلوي)، والأرض، والعالم السفلي، فهم مثلا يشفون المريض من خلال استرجاع روحه في رحلتهم إلى مقبرة العالم العلوي (أو أرض الموتى)، ويخمون أرواح الموتى ويصاحبونها، ويقومون على المهرجانات السنوية التجديدية ومهرجانات التجدد الزراعيّ. تكون شعائر الموت أدق ما يكون عندما يموت أحد النبلاء (كامانغ). في مناسبات دينية خاصة، يعتَقَد أن الروح تتنزّل لتشارك في الاحتفال، علامةً على تمجيد الأسلاف واحترامهم وتفاؤلا ببركات مستقبل مزهر.

### الباتاقيون
لأسطورة الخلق الباتاقية عدة روايات. سجّل الباحثون الأوروبيون مجموعات كبيرة من الحكايات الباتاقية بلغاتهم (الهولندية غالبًا) منذ أواسط القرن التاسع عشر.
في بدء الزمان لم يكن إلا السماء وبحر عظيم تحتها. في السماء سكن الآلهة، وكان البحر بيت تنين العالم السفلي الجبّار ناغا بادوها. لم تكن الأرض موجودة بعد ولم يكن الإنسان شيئًا مذكورًا. في بدء الخلق وقف الإله مولا جادي نا بولون. وهو إله لا يعرف على وجه اليقين أصله. الترجمة التقريبية لاسمه هي (بدءُ الكينونة). كل شيء موجود يرجعُ إليه. يعيش مولا جادي في العالم العلوي، المقسّم عموما إلى سبعة مستويات. خرج أولاده الثلاثة باتارا غورو ومانغالوبالان وسوريبادا من بيضة دجاجة كان مولا جادي قد ألقحها. عمل طائران منهما رسولَين ومساعدين لمولا جادي في أعماله الخَلقيّة. تتنوّع وظائفهما بتنوع الرواية. وُلِد لمولا جادي ثلاث بنات أهداهنّ زوجاتٍ لأبنائه الثلاثة. فالسلالة البشرية نتيجة لاتحاد هذه الأزواج الثلاثة. إلى جانب أبناء مولا جادي الثلاثة كان إله آخر هو أسياسي، لا يعرف مكانه بدقة ولا وظيفته. تدلّ بعض الأدلّة على أن أسياسي هو التوازن والاتحاد لثالوث الآلهة.
حاكم العالم السفلي، أي: البحر البدئيّ، هو التنين الثعبان ماغا بادوها. وهو موجودٌ منذ الأزل كذلك ويبدو أنه خصم مولا جادي. بوصفه حاكم العالم السفلي، كان لناغا بادوها دور مهم كذلك في خلق الأرض.
ليس لهذه الآلهة الستة إلا دور صغير في الشعائر. فلا يتلقّون قرابين من المؤمنين ولا تُبنى لهم أماكن يتقرَّب فيها إليهم. كلّ ما في أمرهم أنهم يُدعَون في الصلوات من أجل العون والمساعدة.
أصل الأرض والإنسان متصل أساسًا بابنة باتارا غورو، المدعوّة سيدياك باروجار، وهي خالقة الأرض الفعلية. تهرب سيدياك من خطيبها، ابن مانغالابولان الذي على هيئة سحلية، وتهبط بنفسها على خيط منسوج من السماء إلى العالم الأوسط، الذي كان حينئذ كله زبدًا مائيًّا. وترفض أن تعود، مع أن الحزن يذهب بها كل مذهب. أرسل مولا جادي -من رحمته- حفنة من الأرض إلى حفيدته حتى تجد مكانًا تسكن فيه. أُمرتْ سيدياك بارودجار أن تمدّ هذه الأرض حتى تصبح الأرض ممدودة واسعة. ولكن الإلهة لم تستطع أن تستمتع براحتها طويلا. مُدَّت الأرض على رأس ناغا بادوها تنّين العالم السفلي الذي يسكن في الماء. أنّ التنّين تحت الثقل وحاول أن يتخلص منه بالتدحرج. لُيِّنَت الأرض بالمياه وكادت تتدمّر. لكنّ سيدياك بارودجار استطاعت بمساعدة مولا جادي وذكائها أن تهزم التنين. ورَكَزت سيفا في جسم ناغا بادوها حتى مقبضه ووضعته في كتلة حديدية. كلّما حاول ناغا بادوها أن يتحرك في قيوده حدث زلزال في الأرض.
بعد ذلك اتخذ الزوج الذي في صورة السحلية الذي خطبه الآلهة لها صورةً أخرى واسمًا آخر، فتزوّجته سيدياك باروجار. ثم تلد منه توأمًا ذكرًا وأنثى. فإذا كبر الولدان تركهما أبواهما الإلهيّان إلى العالم العلوي وتركاهما في الأرض. فالنوع البشري نتيجة لاتحادهما السفاحيّ.
استقر الزوجان على بوسوك بوهيت، على الشاطئ الغربية لـ«بحيرة طوبى» ووجدا قرية سي أنجور مولامولا. وجد الباتاقيين الأسطوري من أحفاد هذين الزوجين.

### التوراجا
دين التوراجا الأصليّ دينٌ أرواحيّ متعدد الآلهة، يسمّى «ألوك»، أو «الصراط/الطريق» (ويترجَم أحيانًا إلى «الشريعة/القانون»). في الأسطورة التوراجيّة، هبط أسلاف الشعب التوراجي من الجنة على سلالم، استخدمها بعد ذلك التوراجيون وسيلةَ اتصال مع بوانغ ماتوا، الخالق. يقسَم الكون وفق «الألوك» إلى العالم العلوي (السماء)، وعالم الإنسان (الأرض)، والعالم السفلي. في البدء كانت السماء متزوّجة بالأرض، ثمّ كان ظلامٌ وانفصال، ثم ظهر النور. يعيش الحيوانات في العالم السفلي الذي يمثَّل بفضاء مستطيلي محاط بأعمدة، أما الأرض فهي للإنسان، والعالم السماوي في الأعلى محتجب بسقف على شكل سرج حصان. من الآلهة التوراجيّة بونغ بانغاي دي رانت (إله الأرض) وإندو أونغون أونغون (الإلهة التي في استطاعتها إحداث الزلازل)، وبونغ لالوندونغ (إله الموت) وإندو بيلو تومبانغ (إلهة الطب والشفاء)، ولهم آلهة أخرى كثيرة.

### الأسمات
تشرح أساطير فومرِبِتس أصل الشعب الأسماتيّ، على الشاطئ الجنوبي لبابوا. تقول الأسطورة أن فومرِبِتس كان أول إنسان على الأراضي الأسماتية. غرق قارب فومربتس في البحر، ودفعت الأمواج جسده على شاطئ الأسمات. ثمّ بعثه من الموت طائر سحريّ. ولمّا استوحش فومربتس نحت أشخاصًا خشبية عديدة، ثمّ صنع طبل «التيفا»، وضرب عليه، فدبّت الحياة في هذه الأشخاص الخشبية وأصبحوا أسلاف شعب الأسمات.

### السوندا
خلق الكونَ -وفقا لمعتقدات «سوندا ويويتان» وهي عقائد السونديين- إله عظيم يسمّى سانغ هيانغ كيرسا، وخلقه معه كذلك آلهة أخرى كالإلهة الأم باتاري سونان أمبو وباتارا غورو (طوبقت مع شيفا بعد تبنّي الهندوسية). اتُّخذت كذلك آلهة أخرى من الآلهة الهندوسية مثل إندرا وفيشنو. يحكم باتارا غورو «الكهيانغان» أو «السفارغالوكا»، بوصفه ملك الآلهة، أما سانغ هيانغ كيرسا فيبقى مختفيًا. وفقًا للقصص السوندية، فقد خُلقت مرتفعات باراهيانغان على نحو سحري عندما كان الآلهة سعداء مبتسمين. خلق سانغ هيانغ كيرسا الحيوانات والشياطين ليملأ الأرض، أما أسطورة ديوي سري فتشرح أصول الرز والنبات على الأرض كما قيل في «واواكا سولانجانا». خلق سانغ هيانغ كيرسا كذلك سبعة باتارين (والباتار: إله صانع أصغر) في «ساساكا بوساكا بوانا» وتعني: المكان المقدس على الأرض. أكبر هذه الآلهة الصانعة هو باترات سيكال الذي يُعَد سلف شعب الكنكيس. حكمت الآلهة الصانعة الأخرى مناطق متعددة في أراضي سوندا وأصبحت أسلاف البشر.
يشرح التراث الشعبي السوندي أيضًا أصول عدة أشياء وأماكن. تشرح أسطورة سانغكوريانغ مثلًا أصل بركان «تانغكوبان بيراهو»، والذاكرة الجمعية عن بحيرة قديمة في باندونغ. تشرح الحكاية الملحمية «سيونغ وانارا» العلاقة بين السونديين والجاويين، وهي حكاية أخوين متنازعين.